# Jan Koller
Jan Koller (Smetanova Lhota, 30 de março de 1973) é um ex-jogador tcheco que atuava como atacante. Ídolo da Seleção Tcheca e do Borussia Dortmund.
Destacava-se por ser dono de um físico avantajado, com 2,02m de altura e 104 kg. É o maior artilheiro da história de seu país.

## Carreira profissional

### Início
Koller começou no futebol treinando como goleiro, mas se formou profissional como atacante, pelo clube Sparta Praga, em 1996 Koller se transferiu pelo futebol da Bélgica, assinando com o clube Lokeren.

### Anderlecht
Após três anos de sucesso individual na primeira divisão belga, foi o melhor atacante em sua última temporada no Lokeren, Koller despertou interesse no clube belga Anderlecht. Com um desempenho brilhante em sua primeira temporada no clube ele ganhou o troféu Golden Shoe em 2000. E em apenas um ano mais tarde foi comprado pelo clube alemão Borussia Dortmund.

### Borussia Dortmund

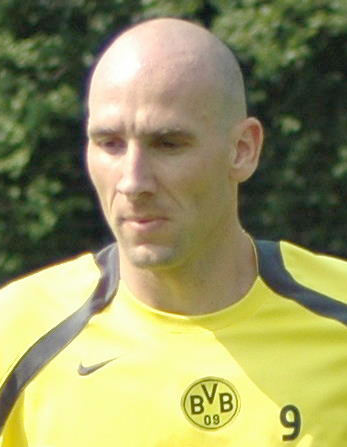
Jan Koller no Borussia Dortmund

Durante o período de Koller em Dortmund (em que o clube conquistou o troféu da Bundesliga nas temporadas 2001-02), Koller foi o jogador mais querido pela torcida do clube. No clube alemão, Koller demonstrou ser um jogador habilidoso, arrematando tiros certeiros com os dois pés, possuindo uma rápida visão de jogo, arrancadas simplesmente devastadoras e sua principal característica : as cabeçadas. O sucesso na Alemanha passou até pelo gol, sua formação como goleiro lhe foi útil em uma ocasião em que jogava pelo Borussia, quando o goleiro Jens Lehmann de sua equipe foi expulso de campo, e ele fechou o gol pelo resto da partida, chegando a ser nomeado como o melhor goleiro da Bundesliga naquela semana.

### Monaco e Nuremberg
Em uma negociação inesperada, Koller assinou com clube francês AS Monaco em 2006, mas o clube fez uma péssima campanha nos de 2006-07, apesar dos gols de Koller, o que o obrigou a voltar para a Alemanha para jogar com o Nuremberg. Infelizmente para Koller, que não era o único Tcheco no time (ele foi para o clube junto com Tomáš Galásek e Jaromír Blažek), o Nuremberg fez uma péssima campanha no campeonato alemão o que culminou no rebaixamento para a segunda divisão.

### Krylia Sovetov
Em 23 Junho de 2008, Koller se transferiu para o clube russo Krylia Sovetov, por 1 milhão de Euros.

### As Cannes
Para a surpresa geral o atacante tcheco se transferiu em 5 Dezembro de 2009 para o clube francês AS Cannes,[carece de fontes?] He signed until June 2011. que joga a terceira divisão do campeonato francês, o dito Campeonato Nacional. Em declarações o jogador disse que preferia uma vida tranqüila na Costa francesa do que a Bundesliga ou na China, já que ele era disputado também por clubes asiáticos e pelo gigante Hamburgo. No Cannes Koller assinou um contrato até Junho de 2010.

## Seleção Tcheca

### O Reinado de Koller
Jan Koller é o maior artilheiro da história de seu país, marcando 55 gols, tendo disputado a Eurocopa em 2000, 2004 e 2008 e a Copa do Mundo de 2006.
O desempenho de maior destaque de Koller foi na Euro 2004, quando sua seleção chegou as semifinais do torneio, em que Koller marcou 2 gols e formou uma parceria fundamental com o atacante Milan Baros.
Na Copa do Mundo 2006, Koller marcou o primeiro gol contra os Estados Unidos, com uma cabeçada certeira, os Tchecos venceram por 3-0. Nesse jogo Koller sofreu uma lesão na coxa. Sua lesão foi um grande golpe para a República Tcheca, que perdeu os seus dois próximos jogos sem ele e foram eliminados.
Terminou a sua carreira internacional com 55 gols, incluindo um decisivo, de cabeça, em jogo decisivo do Grupo A contra a Turquia. No entanto, seu gol não foi suficiente para os Tchecos que sofream três gols nos últimos 15 minutos, culminando com uma falha incrível do goleiro Petr Čech e Nihat Kahveci marcou o gol da vitória Turca. Os Tchecos perderam a partida por 3-2, e não conseguiram avançar à próxima fase do torneiro.
Em 12 de agosto de 2009, ele anunciou que iria voltar à seleção, devido aos maus resultados nas Eliminatórias da Copa do Mundo de 2010. Ele jogou na partida contra a Eslováquia, mas em 6 de setembro de 2009, novamente ele anunciou sua aposentadoria pela seleção.

## Títulos
Sparta Praga
- Campeonato Tcheco: 1995
- Copa da República Tcheca: 1996

Anderlecht
- Campeonato Belga: 2000 e 2001
- Supercopa da Bélgica: 2000 e 2001

Borussia Dortmund
- Campeonato Alemão: 2002

Prêmios
- Artilheiro da Liga da Bélgica 1999
- Belgian Golden Shoe (melhor jogador) 2000